# Общественно-экономическая формация
Общественно-экономическая формация (или Социально-экономическая формация) — в марксизме — стадия общественной эволюции, характеризующаяся определённой ступенью развития производительных сил общества и соответствующим этой ступени историческим типом экономических производственных отношений, которые зависят от неё и определяются ею. Не существует формационных ступеней развития производительных сил, которым не соответствовали бы обусловленные ими типы производственных отношений.

## Общественно-экономические формации у Маркса
Карл Маркс не постулировал, что вопрос общественно-экономических формаций окончательно решён и выделял в разных трудах разные формации. В предисловии к «К критике политической экономии» (1859) Маркс назвал «прогрессивные эпохи экономической общественной формации», которые определялись по общественным способам производства, в числе которых были названы:
- азиатский;
- античный;
- феодальный;
- капиталистический.

В. П. Илюшечкин в постсоветский период отмечал, что с одной стороны Маркс действительно вслед за Гегелем и Сен-Симоном определял способы производства и формации по форме собственности, но с другой стороны он определил капиталистический способ производства по ступени развития производительных сил общества и соответствующему этой ступени историческому типу экономических производственных отношений — как диалектическое единство машинной ступени развития производительных сил и обусловленного ею в конечном счёте прибавочно-стоимостного типа экономически производственных отношений. «Трудно сказать, — отмечал Илюшечкин, — чем он [Маркс] руководствовался, допуская такую несуразность».

## Пятистадийная схема
До середины 1920-х годов в СССР не существовало единого стандарта для макета учебных и просветительских материалов по политической экономии и другим курсам, входящим в группу предметом по историческому материализму. Ввиду отсутствия в трудах Маркса-Энгельса-Ленина однозначного списка общественно-экономических формаций, в различных изданиях могли фигурировать разные авторские концепции этих списков. Так, в курсе «Очерк развития общественных форм» для вузов, комвузов и совпартшкол, изданном Коммунистическим университетом имени Свердлова, в качестве экономических эпох (термин формация в книге не фигурирует) перечислены: первобытная, родовая, феодальная, капиталистическая и коллективистическая (коммунистическая), а рабовладельческая не названа. В своём окончательном варианте, вошедшем во все послевоенные учебники, пятистадийная схема сложилась, как указывает Л. В. Данилова в сборнике «Проблемы истории докапиталистических обществ» (1968), «в том виде, в каком она была выдвинута в ходе методологических дискуссий конца 20-х — начала 30-х годов». В дискуссиях участвовали многие историки и этнографы. Многие из них через десять с лишним лет, в начале 1941 года были приглашены в состав рабочей группы по обсуждению макета нового учебника политэкономии.
После войны группа продолжила работу; как минимум четыре раза в 1950–1952 году Сталин собирал её участников в Кремль, где проводил длительные обсуждения концепции учебника. Все участники группы были упомянуты в качестве соавторов учебника, вышедшего в 1952 году под редакцией академика Островитянова. Указания на В. В. Струве как якобы чуть ли не автора всей пятистадийной схемы, ошибочны: вклад этого известного востоковеда-египтолога в дискуссию ограничен высказываниями сугубо по азиатскому способу производства; его фамилии нет ни в составе группы академиков, работавших над макетом со Сталиным, ни среди членов редколлегии нового учебника. В окончательном виде пятистадийная схема (на жаргоне — «пятичленка») выглядит следующим образом:
- первобытно-общинный (первобытный коммунизм);
- рабовладельческий;
- феодальный;
- капиталистический (включая империализм как высшую стадию);
- коммунистический (включая социализм как первую стадию)[7]

Для своего времени, пишет в 1968 году Данилова, создание пятистадийной схемы «означало немалое достижение творческой мысли. Схема содействовала утверждению представлений о развитии общества как закономерном и познаваемом процессе. Она подчёркивала единство всемирно-исторического процесса (и в смысле наличия общих закономерностей, и в смысле взаимодействия между отдельными частями человечества». Несмотря на то, что в основу схемы был положен западноевропейский исторический опыт, схема, по мнению Даниловой, всё-таки давала ключ к объяснению всемирной истории в целом. Тем не менее, советские обществоведы не рассматривали эту схему как нечто навсегда данное, и на протяжении 1960-1980-х годов публиковали статьи и монографии с предложениями по её совершенствованию.
В 1974 году в ходе дискуссии об азиатском способе производства Ю. М. Кобищанов предложил вместо рабовладения и феодализма «большую феодальную формацию», заявив: «что касается так называемого рабовладельческого способа производства, то его никогда и нигде не существовало». На самом деле Кобищанов с этим предложением был неоригинален, так как ещё в 1924 году П. Кушнер так же исключил рабовладение из своего типового курса для совпартшкол, изданного Коммунистическим университетом имени Свердлова.
В 1986 году В. П. Илюшечкин в книге, изданной в ходе уже начатой кампании по борьбе с догматизмом, также предложил сократить список формаций, объединив феодальную и рабовладельческую формации в единую сословно-классовую, где ручному труду соответствовал потребительско-стоимостный тип производственных отношений). Илюшечкин считал, что в рамках докапиталистической политэкономии можно говорить лишь об единой докапиталистической формации, для которой был характерен докапиталистический способ производства.

### Первобытно-общинный строй
Также называемый как первобытный коммунизм: нем. Urkommunismus) — уровень экономического развития крайне низкий, используемые орудия примитивны, поэтому нет даже самой возможности производства прибавочного продукта. Классовое разделение невозможно. Средства производства находятся в общественной собственности. Труд имеет всеобщий характер, собственность — исключительно коллективная.

### Рабовладельческий строй
Рабовладельческий способ производства называется, по имени господствующего класса, рабовладельческим (нем. Sklavenhaltergesellschaft). При рабовладении уже существует частная собственность на средства производства. Непосредственным трудом занят отдельный класс рабов — людей, лишённых свободы, находящихся в собственности у рабовладельцев и рассматриваемых как «говорящие орудия». Рабы трудятся, но не имеют собственности на средства производства. Рабовладельцы организуют производство и присваивают результаты труда рабов. Основным механизмом, побуждающим к труду является принуждение, страх физической расправы рабовладельца над рабом.
Народы Средней, Северной и Восточной Европы (германцы, славяне и другие), средневековые государства тропической Африки (Нубия, Сеннар, Эфиопия и другие) миновали рабовладельческий строй, перейдя непосредственно от первобытно-общинного строя к феодализму.

### Феодализм
В обществе выделяются класс феодалов — собственников земли — и класс зависимых от них крестьян, находящихся в личной зависимости. Производство, главным образом, сельскохозяйственное, ведётся трудом зависимых крестьян, эксплуатируемых феодалами. Феодальное общество характеризуется сословной социальной структурой. Основным механизмом, побуждающим к труду является крепостное право, экономическое принуждение.

### Капитализм
Также называемый товарным способом производства. Имеется всеобщее право частной собственности на средства производства. Выделяются классы капиталистов (буржуазия), — владельцев средств производства, — и той части рабочего класса, которая не владеет средствами производства и работает на капиталистов по найму (пролетариат). Капиталисты организуют производство и присваивают прибавочный продукт, производимый рабочими. Основным механизмом, побуждающим к труду, является экономическое принуждение — рабочий не имеет возможности обеспечить свою жизнь иным способом, чем получением заработной платы за выполняемую работу.
Общественно-экономическая формация развивается, проходя разные стадии. С середины XVI века начался мануфактурный период капитализма, длившийся в Западной Европе до последней трети XVIII века. В результате индустриальной революции начался машинный период капитализма. Капитализм свободной конкуренции с течением времени перерос в монополистический капитализм — империализм.

### Коммунизм
Коммунистическая формация в своём развитии проходит фазу социализма и фазу полного коммунизма.

#### Социализм
В пятистадийной формационной схеме социализм рассматривается в качестве первой фазы высшей — коммунистической — общественной формации.

Вот это коммунистическое общество, которое только что вышло на свет божий из недр капитализма, которое носит во всех отношениях отпечаток старого общества, Маркс и называет «первой» или низшей фазой коммунистического общества.— Владимир Ленин, Государство и революция
Отсталые страны могут перейти к социализму минуя капитализм в ходе некапиталистического пути развития.
В развитии социализма выделяют переходный период, социализм, построенный в основном, развитой социализм.
Маркс и Энгельс не отводили социализму место отдельной общественно-экономической формации. Сами термины «социализм» и «коммунизм» являлись синонимами и обозначали общество, следующее после капитализма.

Мы имеем дело не с таким коммунистическим обществом, которое развилось на своей собственной основе, а с таким, которое только что выходит как раз из капиталистического общества и которое поэтому во всех отношениях, в экономическом, нравственном и умственном, сохраняет ещё родимые пятна старого общества, из недр которого оно вышло.
— Карл Маркс, Критика Готской программы

#### Полный коммунизм
Полный коммунизм — это «обратное присвоение, отвоевание» человеком своей предметной сущности, противостоящей ему в форме капитала, и «начало подлинной истории человечества».

…после того как исчезнет порабощающее человека подчинение его разделению труда; когда исчезнет вместе с этим противоположность умственного и физического труда; когда труд перестанет быть только средством для жизни, а станет самой первой потребностью жизни; когда вместе с всесторонним развитием индивидуумов вырастут и производительные силы и все источники общественного богатства польются полным потоком, — лишь тогда можно будет совершенно преодолеть узкий горизонт буржуазного права, и общество сможет написать на своем знамени: «Каждый по способностям, каждому — по потребностям».

## Дискуссии об общественно-экономических формациях в СССР

### Азиатский способ производства
Существование азиатского способа производства как отдельной формации не являлось общепризнанным и было темой дискуссий на всём протяжении существования исторического материализма в СССР. В работах Маркса и Энгельса он также упоминается не везде.

Среди ранних ступеней классового общества ряд учёных выделяет, опираясь на некоторые высказывания Маркса и Энгельса, кроме рабовладельческого и феодального способов производства, особый азиатский способ производства и соответствующую ему формацию. Однако вопрос о существовании такого способа производства вызвал дискуссию в философской и исторической литературе и до сих пор не получил однозначного решения.
— Г. Е. Глезерман, Большая Советская Энциклопедия, 2-е изд., т. 30, с. 420
На поздних этапах существования первобытного общества уровень производства позволил создавать прибавочный продукт. Общины объединились в крупные образования с централизованным управлением. Из них постепенно выделился класс людей, занятый исключительно управлением. Этот класс обособился, аккумулировал в своих руках привилегии и материальные блага, что привело к появлению частной собственности и имущественного неравенства. Стал возможным и производительно более выгодным переход к рабовладению. Управленческий аппарат приобретает всё более сложный характер, постепенно трансформируясь в государство.

## Теория на современном этапе
После разрушения советской образовательной и партийной научно-исторической структуры и аналогичных процессов, происшедших в европейских социалистических странах, изучение марксизма как науки и дискуссии о развитии его категорий потеряли организационную поддержку, а сами участники этих дискуссий были вынуждены сменить темы научных исследований. Как и прежде, альтернативой марксистской концепции стадий экономического и социального роста цивилизации, продолжают выступать теории немарксистских учёных («стадии роста», «постиндустриальное общество») и пр. Формационный подход продолжает использоваться в работах ряда политиков и учёных коммунистической ориентации; например в выступлениях на конференции, прошедшей в связи с 200-летием К. Маркса . Пятистадийная схема де-факто остаётся методологической основой таких разработок за неимением альтернативы, которая была бы поддержана сколь-либо значимой группой авторитетных учёных-марксистов.
Дискуссии по обновлению методологической основы представления марксовой теории общественных формаций прерывались в истории не раз, и без труда возобновлялись через много лет с того места, на котором они прерывались. Поэтому говорить о смерти «пятистадийной схемы» столь же преждевременно, как и о смерти марксизма в целом с его теорией общественно-экономических формаций, с её вариантностью схем представления.